# خاصة متوسطة

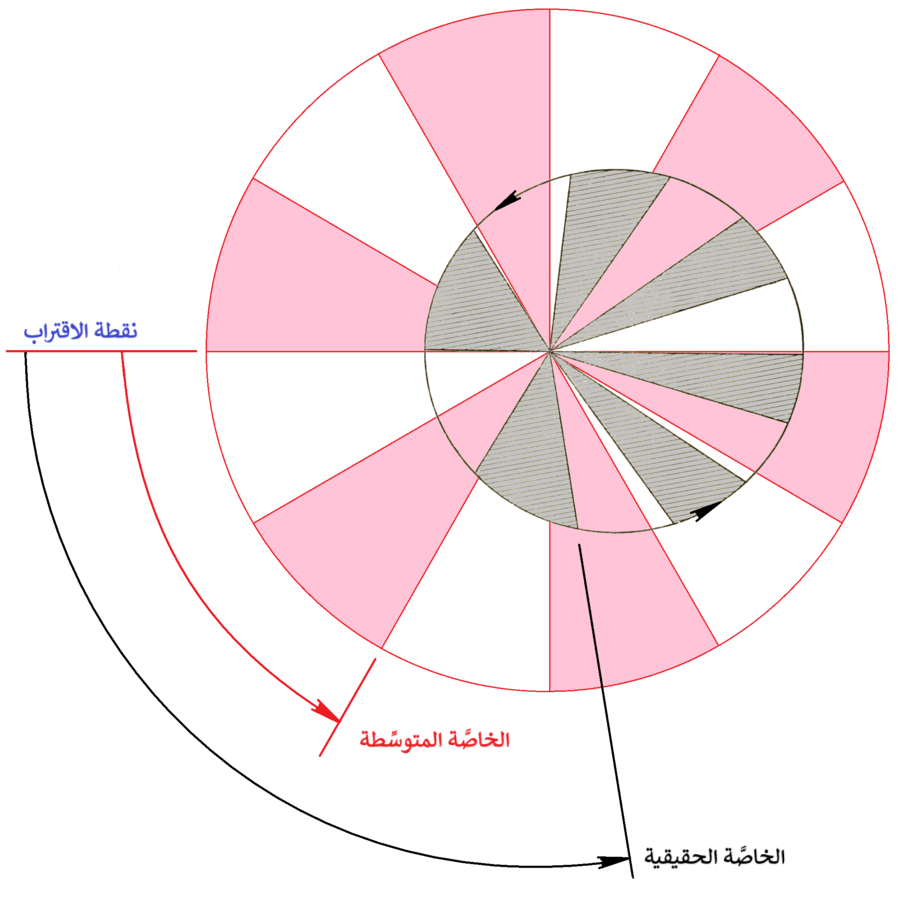
مخطط مساحات متساوية مسحت في وقت متساوي، سواء في مدار دائري ومدار إهليلجي الشكل. يوضح مفهوم الخاصة المتوسطة.

الخاصة المتوسطة (بالإنجليزية: Mean anomaly) في الميكانيكا السماوية، هي الزاوية التي تستخدم لحساب موقع جرم ما يدور في مدار إهليلجي في مسألة الجسمين الكلاسيكية. وهي المسافة الزاوبة لنقطة مسار (قبا) جرم وهمي إذا تحرك في مدار دائري بسرعة ثابتة في نفس الفترة المدارية للجرم الفعلي في مدارة البيضاوي، وتتعلق بموضع ووقت للحصول على الجرم الذي يتحرك في مدار كبلر. إنه يقوم على حقيقة أن الخط الوهمي من الشمس إلى الكوكب يمسح مساحات متساوية في أزمنة متساوية (قانون كبلر الثاني). تزداد الخاصة المتوسطة بانتظام من 0 إلى \pi2 زاوية نصف قطرية خلال كل مدار. ومع ذلك فإنها ليست زاوية. وفقا لقانون كبلر الثاني:
عادة ما يرمز للخاصة المتوسطة بالحرف M، وتعطى بالصيغة:
{\displaystyle M=n\,t={\sqrt {\frac {G(M_{\star }\!+\!m)}{a^{3}}}}\,t}
وخاصة متوسطة M يمكن حسابه من خلال خاصة اختلاف المركز E اختلاف مركز المدار e باستخدام معادلة كبلر:
{\displaystyle M=E-e\sin E.}